# 任天堂對戰系統

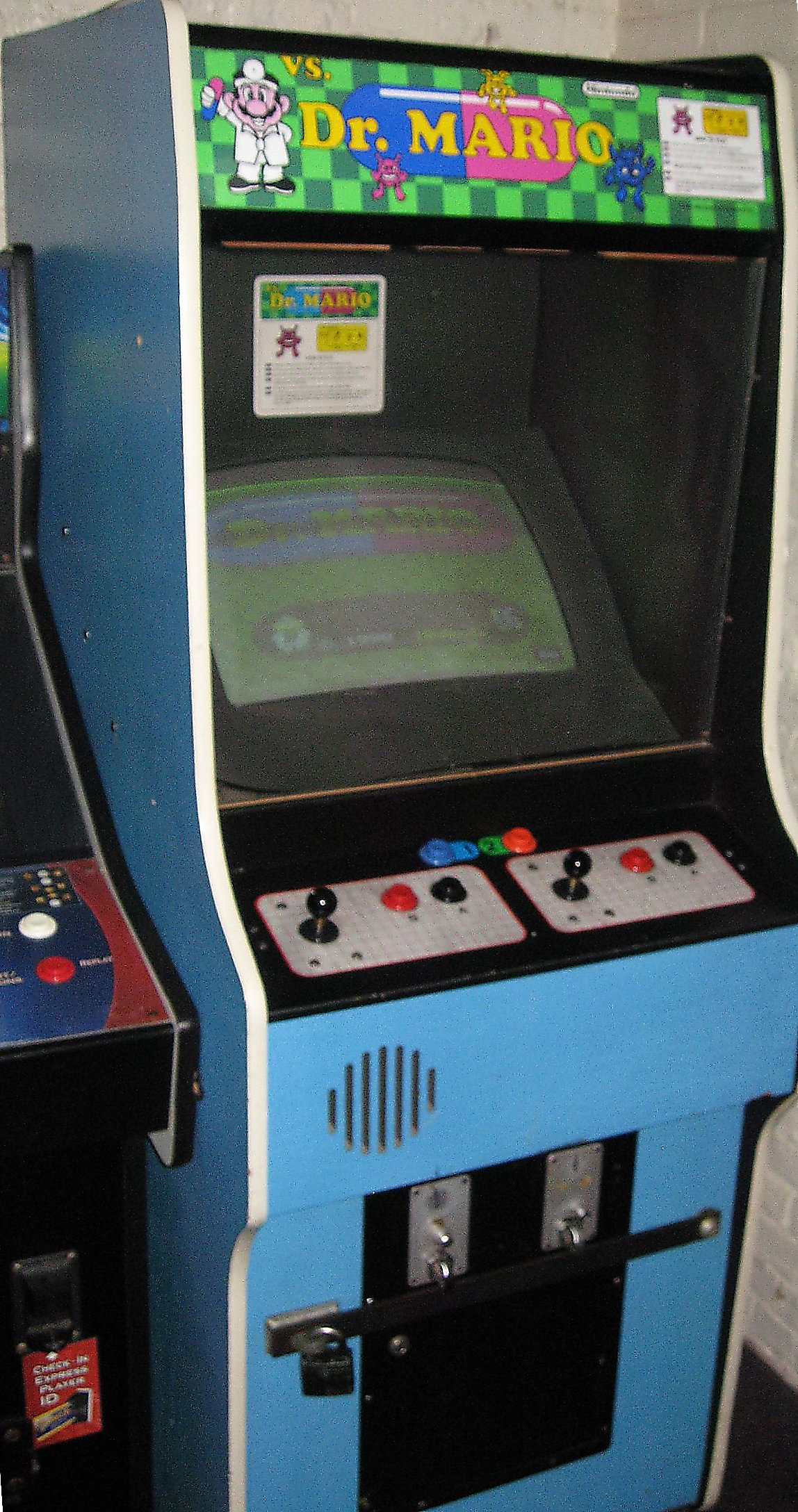
任天堂對戰系統版《马里奥医生》

任天堂對戰系統（Nintendo VS. System），簡稱對戰系統，是采用红白机改编的對戰單系統（Vs. UniSystem）或对战双系统（Vs. DualSystem）基板，供双玩家对战的投幣式電子遊戲平台，於1984年1月在日本首次推出，北美地區於2月推出。许多立式或水平式街机有在同一角度放置的双屏幕和双控制器。这些游戏都是从家用游戏机红白机上移植的，因此比1980年代晚期的街机便宜。